# Герб Латвії
Ге́рб Ла́твії (латис. Latvijas ģerbonis) — офіційний державний символ Латвійської республіки. Затверджений 15 травня 1921 року. Використовується згідно з Законом про державний герб Латвії від 19 лютого 1998 року.

## Опис
Герб Латвійської республіки є перетятий і напіврозтятий на синє, червоне та срібне поля геральдичний щит. У верхньому, синьому полі сходить променисте золоте сонце. У нижньому правому (в геральдиці сторони щиту визначаються «від тримача»), срібному полі червоний лев. У нижньому лівому червоному полі — срібний грифон. Лев є символом Курляндії, а грифон — центральної Лівонії, основних земель, з яких складається сучасна Латвія.

Курляндський лев
Лівонський грифон

## Використання
Використання герба Латвії регламентоване законом. Розрізняють три різновиди герба: великий, малий розширений і малий герб.
Великий герб використовують президент, парламент (сейм), прем'єр-міністр, кабінет міністрів, міністерства, Верховним суд, Генеральна прокуратура, а також дипломатичні й консульські представництва Латвії.
Середній герб використовують комітети й комісії парламенту та кабінету міністрів, а також установами, що знаходяться в безпосередньому підпорядкуванні цих органів влади.
Малий герб використовують інші урядові установи, муніципальні органи місцевого самоврядування, а також освітні установи на офіційних документах.

## Історія

### Герцогство Курляндії і Семигалії
Герб герцогства Курляндії і Семигалії використовували у 1561–1795 роках герцоги Курляндії і Семигалії із династій Кеттлерів та Біронів як державний і родовий символ. Він складався з щита, розділеного на чотири частини. У першій і четвертій частинах розташовувався герб Курляндії — червоний лев-рампант на срібному тлі. У другій і третій частинах розташовувався герб Семигалії — срібний або золотий олень, що виходить, на синьому тлі. Герб герцогства ліг в основу герба Курляндського намісництва і губернії Російської імперії.

Малий герб герцогства
Малий герб герцогства
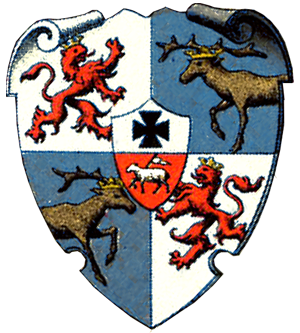
Герб герцогства
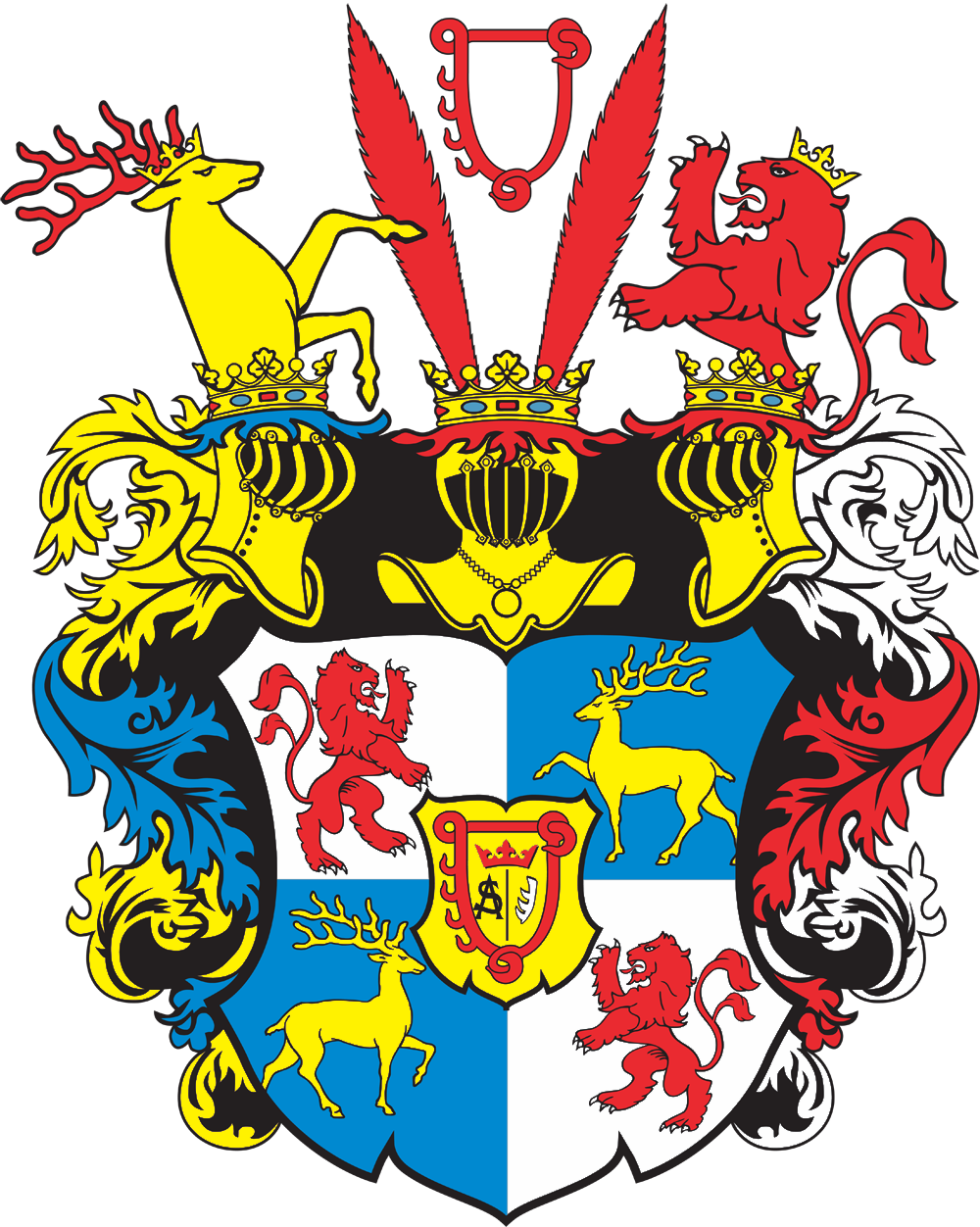
Герб Кеттлерів
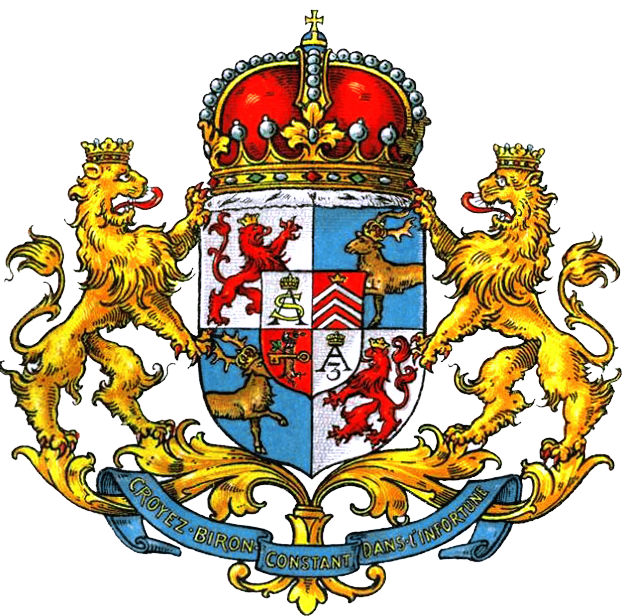
Герб Біронів
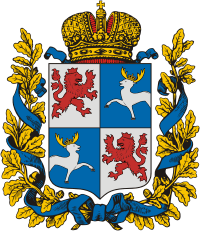
Герб губернії

### Латвійська республіка

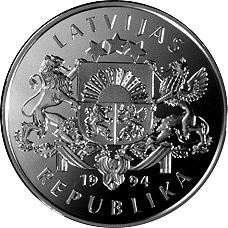
Герб на монеті латвійського лата.

До проголошення незалежності Латвійської республіки 18 листопада 1918 року герба єдиної Латвії не існувало. Герб, створений латиським художником, професором Ріхардсом Заріньшем (Rihards Zariņš), об'єднав в собі як символи національної державності Латвії, так і старовинні герби історичних областей країни. Був прийнятий як державний герб 16 липня 1921 року Установчими зборами Латвійської республіки.
Сонце у верхній половині геральдичного щита символізує національну державність Латвії. Стилізовані зображення сонця, як знаку національної приналежності, використовували латиські стрільці під час Першої світової війни, в якій стрільці брали участь у складі військ Російської імперії. Знак сонця зображався з 17 променями, які символізували 17 повітів, населених латишами. Три зірки над щитом герба символізують єдину Латвію, що об'єднує три історичні області: Курляндія-Семигалія, Ліфляндія і Латгалія.
Історичні області Латвії в державному гербі Латвійської республіки відображають середньовічні символи. Курляндію і Семигалію уособлює червоний лев; Ліфляндію і Латгалію — срібний грифон.